# Margery Kempe
Margery Kempe (* ca. 1373 in Bishops Lyn, (England); † nach 1438) war eine englische Mystikerin und Visionärin, die für ihre mittelenglische Schrift The Book of Margery Kempe bekannt ist, die vielfach als die erste Autobiografie in englischer Sprache angesehen wird.

## Leben
In Kempes Buch werden deren ausgiebigen Pilgerreisen zu verschiedenen heiligen Stätten in Europa und Asien beschrieben, darunter auch ihre Pilgerreise 1433 durch das römisch-deutsche Reich zur Wunderblutkirche in Wilsnack in der Prignitz, die zunächst mit dem Schiff von Danzig nach Stralsund und dann über Wilsnack weiter nach Aachen führte.
Kempe war die Gattin eines angesehenen Kaufmanns in Lynn und hatte 14 Kinder. Ihr Beichtvater war der heilige Johannes von Bridlington. Sie fiel durch exzentrisches Verhalten auf, so durch intensives Weinen, das sie als Mitleiden mit Christi Schmerzen erklärte (donum lacrimarum), dazu trug sie weiße Kleidung wie eine Braut. Daher wurde sie als Lollardin verdächtigt und musste vor ein Kirchengericht am Bischofssitz York erscheinen.

## Editionen
- The Book of Margery Kempe. Edited by Sanford Brown Meech with prefatory note by Hope Emily Allen. EETS. Oxford: Oxford University Press, 1940.
- The Book of Margery Kempe. Ed. Lynn Staley. TEAMS. Kalamazoo: Medieval Institute Publications, 1996.
- The Book of Margery Kempe: A New Translation, Contexts and Criticism. Trans. and ed., Lynn Staley. New York: Norton, 2001.

## Einzelbelege
1. ↑  Peter Dinzelbacher: Heilige oder Hexen? Schicksale auffälliger Frauen in Mittelalter und Frühneuzeit. Reinbek 1997, ISBN 978-3-499-60196-5, S. 15–20.

| Personendaten    | Personendaten                       |
| ---------------- | ----------------------------------- |
| NAME             | Kempe, Margery                      |
| KURZBESCHREIBUNG | englische Mystikerin und Visionärin |
| GEBURTSDATUM     | um 1373                             |
| GEBURTSORT       | Bishops Lyn                         |
| STERBEDATUM      | nach 1438                           |